# Ascolepis hemisphaerica
Ascolepis hemisphaerica là một loài thực vật có hoa trong họ Cói. Loài này được Peter ex Goethg. mô tả khoa học đầu tiên năm 1980.